# Костенко Костянтин Олександрович
Костянтин Олександрович Костенко (позивний — Костиль; 14 жовтня 1980, Донецьк, Донецька область, Українська РСР, СРСР — 12 лютого 2015, Логвинове, Донецька область, Україна) — український колабораціоніст із Росією, воєначальник терористичної організації ДНР.

## Біографія
У 1997 закінчив донецьку ЗОШ №35, у 2002 — Донецький національний технічний університет. У липні 2014 року вступив до лав загону бойовиків Ігоря Гіркіна під позивним «Костиль». Був розвідником, дослужився до 1 заступника розвідки 1 армійського корпусу ДНР, майор. Загинув під час боїв за Дебальцеве.

## Нагороди
- Звання «Герой Донецької Народної Республіки» (8 липня 2015, посмертно)
- Інші нагороди «ДНР»